# عایشه دول
عایشه دول، روستایی از توابع بخش شاهو شهرستان روانسر در استان کرمانشاه ایران است.
== جمعیت : براساس سرشماری مرکز آمار ایران در سال ۱۳۸۵، جمعیت آن ۳۷ نفر (۸خانوار) بوده‌است.الان بیش از ۱۰۰ نفره